# 안나 체스카 왕녀

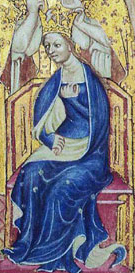

보헤미아의 앤(Anne of Bohemia, 1366년 5월 11일 ~ 1394년 6월 7일)은 잉글랜드 국왕 리처드 2세의 첫 번째 왕비이다. 신성 로마 제국의 황제이자 보헤미아 국왕이었던 카를 4세의 딸로, 어머니는 카를 4세의 네 번째 왕비인 엘리자베트이다. 앤은 1382년 리처드 2세와 결혼했다. 부부 사이는 화목했고 리처드 2세는 아내를 열렬히 사랑했다. 결혼한 지 12년만인 1394년 앤은 후계자를 낳지 못한 채 흑사병에 걸려 요절했다. 리처드 2세는 아내의 죽음에 큰 충격을 받았고 앤이 세상을 떠난 쉬엔 궁전(Sheen Palace)을 허물었다. 그로부터 3년 뒤, 리처드 2세는 샤를 6세의 딸 발루아의 이자벨와 결혼했다.

## 가족관계
- 부 : 카를 4세
- 모 : 엘리자베트
  - 남동생 : 지기스문트 신성 로마 제국의 황제
  - 이복오빠 : 바츨라프 4세 보헤미아의 국왕
- 남편 : 리처드 2세
- 시부 : 에드워드 흑태자
- 시모 : 켄트의 조안